# Fragmoplast

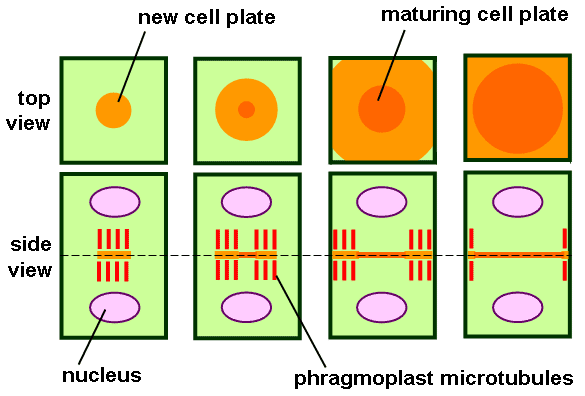
Phragmoplast en celplaatvorming in een plantencel tijdens cytokinese. Linkerkant: Phragmoplast vormt zich en de celplaat begint zich in het midden van de cel te vormen. Naar rechts: Phragmoplast vergroot in de vorm van een donut naar de buitenkant van de cel, waarbij in het midden een celplaat achterblijft. Wanneer de celplaat voltooid is, ontwikkelt zich er een celmembraan aan beide kanten waardoor twee volledig afzonderlijke dochtercellen gevormd worden.

De fragmoplast is een systeem van langs de as van de celdeling georiënteerde microtubuli, die helpt bij het begeleiden van de afzetting van cellulose. 

## Functie
Bij de cellen van kranswieren en van planten maakt een fragmoplast bij de celdeling een open mitose mogelijk. De cellen vormen een nieuwe celwand tussen beide dochtercellen, waarbij de kernmembraan dan tijdelijk verdwijnt.

## Voorkomen
Alleen landplanten (Embryophyta) en kranswieren (Charophyta) hebben celdeling met behulp van een fragmoplast, wat wijst op verwantschap tussen deze groepen. De aanwezigheid van een fragmoplast is ook een belangrijk verschil met de groenwieren, die een fycoplast tijdens de mitose vormen, waarbij de microtubuli loodrecht liggen op de as van de celdeling. 
Andere overeenkomsten tussen kranswieren en landplanten zijn dat beide groepen organismen over plasmodesmata beschikken en over cellulosesynthase-complexen. 